# Afonso Arinos de Melo Franco (homme politique)
Pour les articles homonymes, voir Afonso Arinos de Melo Franco et Arinos.
Afonso Arinos de Melo Franco (Belo Horizonte, 1905 — Rio de Janeiro, 1990) était un juriste, homme politique, historien, professeur d’université, essayiste et critique littéraire brésilien. 
Juriste de formation, il commença une carrière dans la magistrature, mais s’engagea bientôt dans le journalisme, puis dans l’activité politique, en s’opposant à l’Estado Novo en 1943 et en réussissant à se faire élire député national en 1947. À ce dernier titre, il fit adopter en 1951 la loi dite Afonso Arinos contre la discrimination raciale, et intervint comme chef de file de l’opposition au président Kubitschek. Il assuma à deux reprises la charge de ministre des Affaires étrangères, en 1961 et 1962. Après la chute de la dictature militaire, il eut une part importante dans la rédaction de la nouvelle constitution brésilienne, qui sera promulguée en 1988. On lui doit par ailleurs de nombreux ouvrages d’économie et de sciences politiques, ainsi que plusieurs tomes de mémoires.

## Biographie
Fils de l'homme politique Afrânio de Melo Franco (pt) et de Sílvia Alvim de Melo Franco, et neveu de l’écrivain Afonso Arinos de Melo Franco, il épousa Ana Guilhermina Rodrigues Alves Pereira, petite-fille du président Rodrigues Alves, avec laquelle il eut deux enfants. Il était le frère de Virgílio Alvim de Melo Franco.
Diplômé de la faculté de droit de Rio de Janeiro (actuelle Faculté nationale de droit de l’université fédérale de Rio de Janeiro, UFRJ) en 1927, il commença une carrière de juriste en devenant procureur dans l’arrondissement de Belo Horizonte. Il s’engagea ensuite pendant quelque temps dans le journalisme, collaborant en 1934 et 1935 aux journaux mineiros Estado de Minas et Folha de Minas. En 1936, de retour au Brésil après un séjour qu’il avait fait à Genève afin d’y parfaire sa formation, il s’engagea dans le professorat, enseignant l’histoire du Brésil dans l’université alors appelée du District fédéral, l’actuelle Université d'État de Rio de Janeiro. Parallèlement, il enseigna aussi à l’étranger, dispensant des cours d’histoire économique du Brésil à l’université de Montevideo en 1938, des cours de culture brésilienne à la Sorbonne en 1939, et des cours de littérature à la faculté de Lettres de l’université de Buenos Aires en 1944.
En 1946, il fut nommé professeur d’histoire du Brésil à l’Institut Rio Branco (en), établissement auquel incombent la formation et le perfectionnement professionnel des diplomates de carrière brésiliens. Enfin, il fut titulaire de la chaire de droit constitutionnel à l’université d’État de Rio de Janeiro et à l’université du Brésil.

### Carrière politique
En 1943, Melo Franco fut un des signataires du Manifesto dos Mineiros, document qui, circulant comme lettre ouverte à la population brésilienne, réclamait la restauration de la démocratie et la fin de l’Estado Novo. En 1943, Melo Franco fut un des signataires du Manifesto dos Mineiros, document qui circula comme lettre ouverte à la population brésilienne et réclamait la restauration de la démocratie et la fin de l’Estado Novo. En 1947, il plaça aussi sa signature en bas d’un manifeste paru dans la revue communiste Literatura à l’occasion du centenaire du poète bahianais Castro Alves, manifeste qui émanait de l’intelligentsia brésilienne (alors majoritairement de gauche) et dans lequel il était énoncé entre autres que « sans aucun doute, la meilleure manière de célébrer le centenaire de Castro Alves consiste à réaffirmer la foi patriotique qui ressort du contenu de son œuvre patriotique et démocratique comme programme permanent de pensée et d’action au service du peuple » ; outre Afonso Arinos, quelque 300 intellectuels cosignèrent ce texte, dont Otto Maria Carpeaux, Astrojildo Pereira, Caio Prado Jr., Carlos Drummond de Andrade, Graciliano Ramos, Manuel Bandeira, Cândido Portinari, Hélio Peregrino, Sérgio Milliet, José Lins do Rego, Eneida de Moraes et Prado Kelly. Il s’agissait là d’ailleurs également de l’ultime document issu du front uni culturel créé à la fin de l’Estado Novo ; la scission en deux camps opposés — l’un appuyé par les communistes et l’autre par les secteurs libéraux-démocrates — se manifestera dramatiquement en mars 1949, lors de l’élection à l’Association brésilienne des écrivains, où l’on en vint aux mains et où Carlos Drummond de Andrade fut agressé physiquement. Dans le camp de l’opposition libérale s’étaient rangés Carlos Drummond de Andrade, Manuel Bandeira, Otto Maria Carpeaux, Afonso Arinos entre autres, dont pourtant la plupart avait signé le manifeste de 1947. Si les communistes remportèrent cette élection, l’organisation, prise ensuite d’une hémorragie, perdit son caractère unitaire et tout l'ascendant qu’elle avait encore dans les années antérieures – le front uni culturel avait vécu.
La carrière politique d’Afonso Arinos commença en 1947, lorsqu’il fut élu député fédéral pour le Minas Gerais ; il sera reconduit ensuite pour deux législatures encore (de 1947 à 1958). Il dirigea jusqu’en 1956 le parti Union démocratique nationale, et sera jusqu’en 1958 le chef du bloc d’opposition au gouvernement Kubitschek. Deux faits en particulier marqueront son parcours à la chambre des députés : d’une part la paternité de la loi contre la discrimination raciale, qui porte son nom (Loi no 1.390 du 3 juillet 1951), et d’autre part le célèbre discours qu’il prononça le 9 août 1954 et où il demanda la démission du président Getúlio Vargas ; quinze jours plus tard, le président Vargas se suicida dans le palais du Catete.
En 1958, il fut élu sénateur pour le ci-devant District fédéral, aujourd’hui intégré dans l’État de Rio de Janeiro, et demeura membre du sénat jusqu’en 1966, mais sera amené par deux fois à déposer son mandat pour assumer la charge de ministre des Affaires étrangères, d’abord dans le gouvernement de Jânio Quadros (et à ce titre il mit en œuvre la dénommée Politique extérieure indépendante, en abrégé PEI), puis, en 1963, dans le gouvernement parlementaire du premier ministre Francisco Brochado da Rocha.
Il fut le premier ministre des Affaires étrangères brésilien à visiter l’Afrique, se rendant en effet en 1961 au Sénégal, que dirigeait alors le président Léopold Sédar Senghor. Il prit la tête de la délégation du Brésil aux Nations unies, lors des assemblées générales de 1961 et 1962. Il participa, en tant qu’embassadeur extraordinaire, au concile Vatican II en 1962, et termina sa carrière diplomatique en 1963, en conduisant la délégation brésilienne à la Conférence du désarmement de l’ONU à Genève. 
Après la restauration de la démocratie en 1985, le président José Sarney le nomma à la présidence de la Commission provisoire d’études constitutionnelles, dénommée Commission Afonso Arinos, créée par décret no 91.450 du 18 juillet 1985 et chargée de préparer un avant-projet propre à servir de texte de base en vue de l’élaboration de la nouvelle constitution de 1988. Le chapitre de la constitution brésilienne de 1988 qui traite de la déclaration des droits est d’ailleurs de sa main.
En 1986, à l’âge de 81 ans, il fut élu sénateur pour le Parti du front libéral. En sa qualité de membre du Congrès national, il vint à faire partie de l’Assemblée nationale constituante de 1987-1988, dont il sera le doyen. Le 5 octobre 1988, il lui fut donné, en tant que représentant des constituants, de prononcer le premier des trois discours qui ponctuèrent la cérémonie de promulgation de la nouvelle constitution brésilienne. 
On lui doit par ailleurs toute une série de travaux scientifiques, notamment l’Indien brésilien et la Révolution française, Synthèse de l’histoire économique du Brésil et le Développement de la Civilisation matérielle au Brésil.
Il fut membre de l’Institut des avocats brésiliens, de l’Institut historique et géographique brésilien, du Conseil fédéral de la culture (nommé au moment de sa création, en 1967, et reconduit en 1973). Le 19 juillet 1958, il devint titulaire du fauteuil no 25 de l’Académie brésilienne des lettres et fut reçu par l’académicien Manuel Bandeira.
Il mourut en 1990, alors qu’il exerçait son mandat de sénateur et qu’il avait adhéré au Parti de la social-démocratie brésilienne (PSDB), en raison de ce que ce parti défendait dans son programme l’instauration du parlementarisme dans son pays.

## Récompenses et titres honorifiques
- Grand-Croix de l’Ordre militaire du Christ (Portugal, avril 1975)[4].
- Professeur émérite de l’université fédérale de Rio de Janeiro et de l’université de l’État de Rio de Janeiro.
- Intellectuel de l’année en 1973 (prix Juca Pato, de la Société pauliste des écrivains)
- Prix Luísa Cláudio de Sousa, du PEN Club du Brésil, pour sa biographie de Rodrigues Alves.
- Prix Jabuti, décerné par la Chambre brésilienne du livre, dont il fut récipiendaire à deux reprises, à l’occasion de la parution de deux de ses volumes de mémoires : en 1969, pour Planalto, et en 1977, pour Alto-mar maralto.

## Publications d’Afonso Arinos
Histoire
- O índio brasileiro e a Revolução Francesa; as origens brasileiras da teoria da bondade natural (1937)
- Síntese da história econômica do Brasil (1938)
- Um soldado do Reino e do Império; vida do Marechal Callado (1942)
- Homens e temas do Brasil (1944)
- Desenvolvimento da civilização material no Brasil (1944)
- História do Banco do Brasil. Primeira fase: 1808-1835 (1944)
- Um estadista da República: Afrânio de Melo Franco e seu tempo (1955)
- História do povo brasileiro; fase nacional, en collaboration avec Antonio Houaiss et Francisco de Assis Barbosa, 3 vol. (1968)
- História das idéias políticas no Brasil (1972)
- Rodrigues Alves; apogeu e declínio do presidencialismo, 2 vol. (1973)

Droit
- As leis complementares da Constituição, thèse de concours présentée à la faculté de droit de Rio de Janeiro, en vue d’y occuper la chaire de droit constitutionnel (1948)
- História e teoria do partido político no Direito Constitucional brasileiro, thèse de concours présentée à la faculté nationale de droit, en vue d’y occuper la chaire de droit constitutionnel (1948)
- Curso de Direito Constitucional I, théorie générale (1958)
- II Formação constitucional do Brasil (1960)
- Instituições políticas no Brasil e nos Estados Unidos, droit comparé (1974)
- Direito Constitucional, théorie de la constitution (1976)

Politique
- Introdução à realidade brasileira (1933)
- Preparação ao nacionalismo (1934)
- Conceito de civilização brasileira (1936)
- Parlamentarismo ou presidencialismo? (1958)
- Evolução da crise brasileira (1965)
- Problemas políticos brasileiros (1976)

Mémoires
- A alma do tempo; formação e mocidade (1961)
- A escalada (1965)
- Planalto (1968)
- Alto-mar maralto (1976)
- Diário de bolso seguido de retrato de noiva (1979)
- Amor a Roma (1982)

Essais critiques
- Espelho de três faces (1937)
- Idéia e tempo (1939)
- Mar de sargaços (1944)
- Portulano (1945)
- O som do outro sino (1978)